# Akinori Nishizawa
Akinori Nishizawa (jap. 西澤明訓 Nishizawa Akinori; ur. 18 czerwca 1976 w Shizuoce) - piłkarz japoński grający na pozycji napastnika.

## Kariera klubowa
Nishizawa uczęszczał do Midorimachi Shimizu Higashi High School. Karierę rozpoczął w klubie z Osaki, Cerezo. W 1995 roku awansował do kadry pierwszego zespołu jednak nie zadebiutował w J-League. Odszedł wówczas do holenderskiego FC Volendam, ale i tam nie zadebiutował. W 1996 wrócił do Cerezo, a 28 sierpnia zadebiutował w J-League w spotkaniu z Verdy Kawasaki. Natomiast pierwszego gola w lidze zdobył 28 września w meczu z Shimizu S-Pulse. W 2000 roku zajął z Cerezo 5. miejsce w J-League, najwyższe w historii występów klubu w pierwszej lidze (osiągnięcie to powtórzył także w 2005 roku).
Latem 2000 Nishizawa po raz drugi spróbował swoich sił w Europie. Przeszedł do hiszpańskiego RCD Espanyol. W klubie z Barcelony swój pierwszy mecz rozegrał 14 stycznia 2001 przeciwko UD Las Palmas (0:1). W Primera División zaliczył 6 spotkań i nie zdobył gola, a po sezonie odszedł do angielskiego Boltonu Wanderers. Przez pół roku nie przebił się do podstawowego składu i przegrał rywalizację o miejsce w ataku z takimi zawodnikami jak Michael Ricketts, Fredi Bobic czy Henrik Pedersen. Nie zaliczając żadnego spotkania w Premiership wrócił do Japonii.
Po powrocie do ojczyzny Nishizawa ponownie został zawodnikiem Cerezo Osaka. Pomógł temu zespołowi w awansie z drugiej do pierwszej ligi. W 2003 roku wystąpił w finale Pucharu Cesarza. W 2006 roku zajął z Cerezo przedostatnią pozycję w pierwszej lidze i spadł do drugiej ligi. W 2007 roku odszedł do Shimizu S-Pulse.
| Sezon   | Klub             | Kraj      | Rozgrywki        | Mecze | Bramki |
| ------- | ---------------- | --------- | ---------------- | ----- | ------ |
| 1995    | Cerezo Osaka     | Japonia   | J-League         | 0     | 0      |
| 1995/96 | FC Volenam       | Holandia  | Eredivisie       | 0     | 0      |
| 1996    | Cerezo Osaka     | Japonia   | J-League         | 14    | 3      |
| 1997    | Cerezo Osaka     | Japonia   | J-League         | 19    | 7      |
| 1998    | Cerezo Osaka     | Japonia   | J-League         | 32    | 7      |
| 1999    | Cerezo Osaka     | Japonia   | J-League         | 30    | 11     |
| 2000    | Cerezo Osaka     | Japonia   | J-League         | 29    | 15     |
| 2000/01 | RCD Espanyol     | Hiszpania | Primera División | 6     | 0      |
| 2001/02 | Bolton Wanderers | Anglia    | Premiership      | 0     | 0      |
| 2002    | Cerezo Osaka     | Japonia   | J-League         | 34    | 8      |
| 2003    | Cerezo Osaka     | Japonia   | J-League         | 24    | 7      |
| 2004    | Cerezo Osaka     | Japonia   | J-League         | 29    | 8      |
| 2005    | Cerezo Osaka     | Japonia   | J-League         | 28    | 10     |
| 2006    | Cerezo Osaka     | Japonia   | J-League         | 33    | 8      |
| 2007    | Shimizu S-Pulse  | Japonia   | J-League         | 22    | 0      |
| 2008    | Shimizu S-Pulse  | Japonia   | J-League         |       |        |

## Kariera reprezentacyjna
W reprezentacji Japonii Nishizawa zadebiutował 21 maja 1997 roku w zremisowanym 1:1 towarzyskim spotkaniu z Koreą Południową. Pierwszego gola w kadrze zdobył w czerwcu tamtego roku, w meczu eliminacji do Mistrzostw Świata w Niemczech, wygranym 10:0 z Makau. Z kolei w 2002 roku znalazł się w kadrze Philippe'a Troussiera na Mistrzostwa Świata 2002, którego współgospodarzem była Japonia. Na tym Mundialu wystąpił jedynie w przegranym 0:1 w 1/8 finału z Turcją. Karierę reprezentacyjną zakończył po tym turnieju. W 2001 roku dotarł do finału Pucharu Konfederacji, a w 2000 roku zdobył Puchar Azji. W kadrze Japonii rozegrał 29 meczów i zdobył 10 goli.